# Lindenkirche (Berlin)

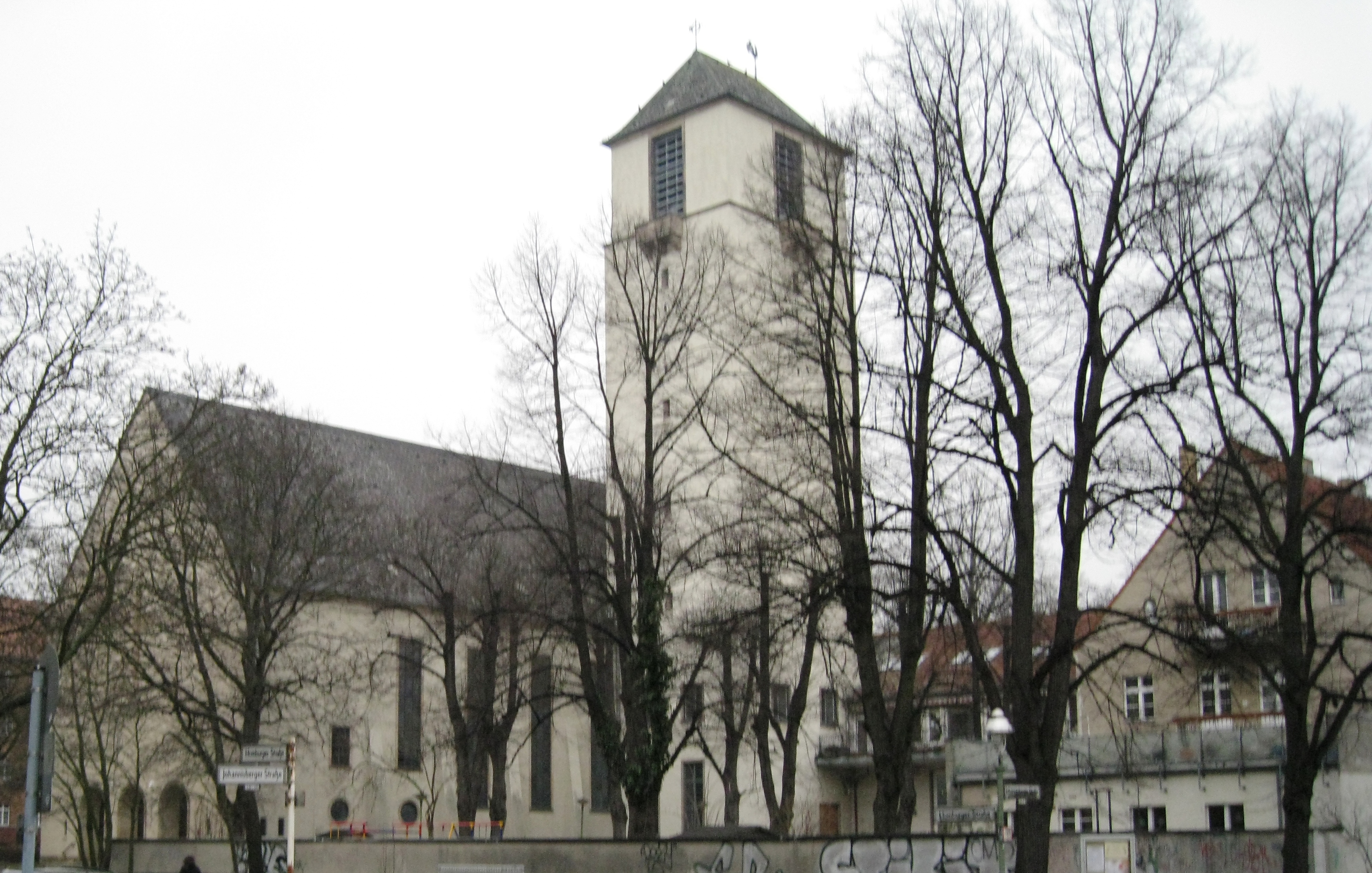
Lindengarten mit Lindenkirche

Die Lindenkirche ist eine evangelische Kirche im Berliner Ortsteil Wilmersdorf (Bezirk Charlottenburg-Wilmersdorf, Homburger Straße 48). Sie wurde in den Jahren 1935–1936 von Carl Theodor Brodführer erbaut und am 24. Mai 1936 eingeweiht. Im Zweiten Weltkrieg wurden die Kirche und das Gemeindehaus größtenteils zerstört. Die Kirche, die am 6. Mai 1951 wieder geweiht wurde, steht unter Denkmalschutz.

## Geschichte

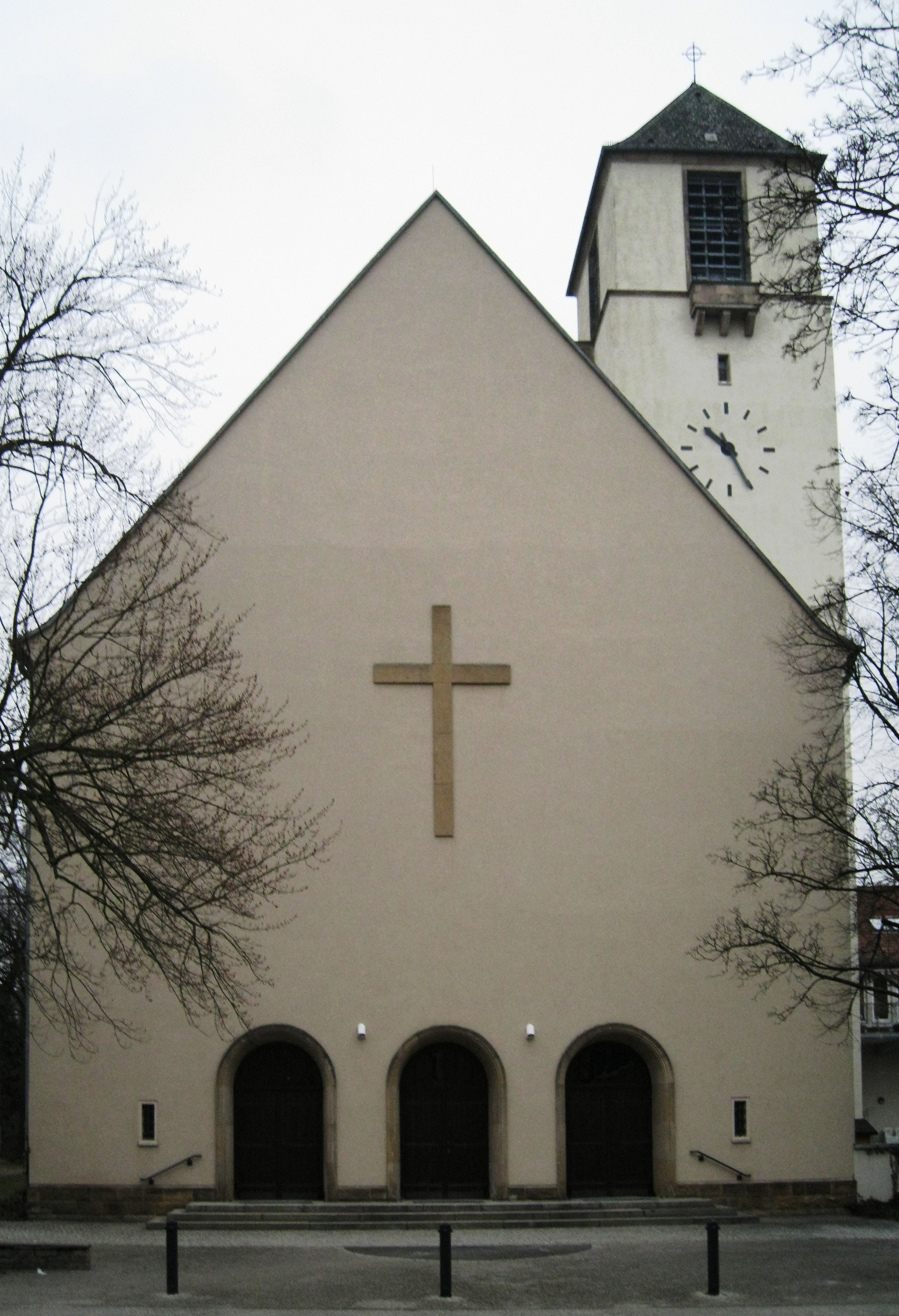
Hauptgiebel der Lindenkirche

Zu Beginn des 19. Jahrhunderts hatte Wilmersdorf 285 Einwohner. Aufgrund der städtischen Entwicklung wuchs die Bevölkerung von Wilmersdorf zwischen 1880 und 1905 von 2.911 auf 63.568 Personen. Entlang der neuen Berliner Ringbahn, zwischen dem seit 1874 bestehenden Bahnhof Friedenau-Wilmersdorf (heute: Bundesplatz) und dem 1883 eröffneten Bahnhof Schmargendorf (heute: Heidelberger Platz), wurden bis zu fünfgeschossige Mietshäuser mit Hinterhöfen errichtet. Um den Rüdesheimer Platz entstand eine Gartenterrassenstadt mit eleganten Häusern für eine vorwiegend bürgerliche Bevölkerung. Am 31. Oktober 1906 entstand Deutsch-Wilmersdorf als selbstständige Stadt, 1910 lebten in ihr 109.716 Einwohner.
In Wilmersdorf stand den evangelischen Christen, nachdem die Dorfkirche von 1772 zu klein geworden war, die 1897 geweihte Auenkirche zur Verfügung. Aber auch diese wurde bald zu klein. Zunächst wurde aber die inzwischen selbstständig gewordene Landgemeinde Grunewald 1904 mit einem eigenen Gotteshaus versorgt. 1910 folgte die Hochmeisterkirche für Halensee, ein Stadtteil von Deutsch-Wilmersdorf. Ein eigenes Gotteshaus zur Versorgung der evangelischen Christen im Rheingauviertel um den Rüdesheimer Platz wurde dringender denn je. Zunächst wurde im Jahr 1912 allerdings nur ein Gemeindehaus an der damaligen Ringbahnstraße (heute: Detmolder Straße) Ecke Blissestraße von Otto Herrnring gebaut und 1913 geweiht. Hier wurden über 50 Jahre Gottesdienste abgehalten. Die selbstständig gewordene Vater-Unser-Gemeinde erhielt eine eigene Kirche, die von Werner March auf diesem Gelände errichtet wurde, erst 1961.
Während des Ersten Weltkriegs war an Kirchenneubauten nicht zu denken, auch nicht gleich danach. Die Gebiets- und Verwaltungsreform führte 1920 zur Bildung von Groß-Berlin. Der neue 9. Verwaltungsbezirk Wilmersdorf setzte sich aus der ehemaligen Großstadt Deutsch-Wilmersdorf, den Landgemeinden Schmargendorf und Grunewald, sowie dem Forst Grunewald zusammen. Erst nach Beendigung der Inflation wurde für 50.000 Mark 1924 ein 4714 m² großer Teil des Homburger Platzes, der zwischen Binger und Johannisberger Straße von der Homburger Straße bis an das Hoddick’sche Villengrundstück reichte, von der Wilmersdorfer Terrain-Rheingau AG erworben. Unter seinen Linden fanden die Gottesdienste im Freien statt, bis die Kirche am 24. Mai 1936 geweiht wurde. Ihnen verdankt die Kirche ihren Namen.

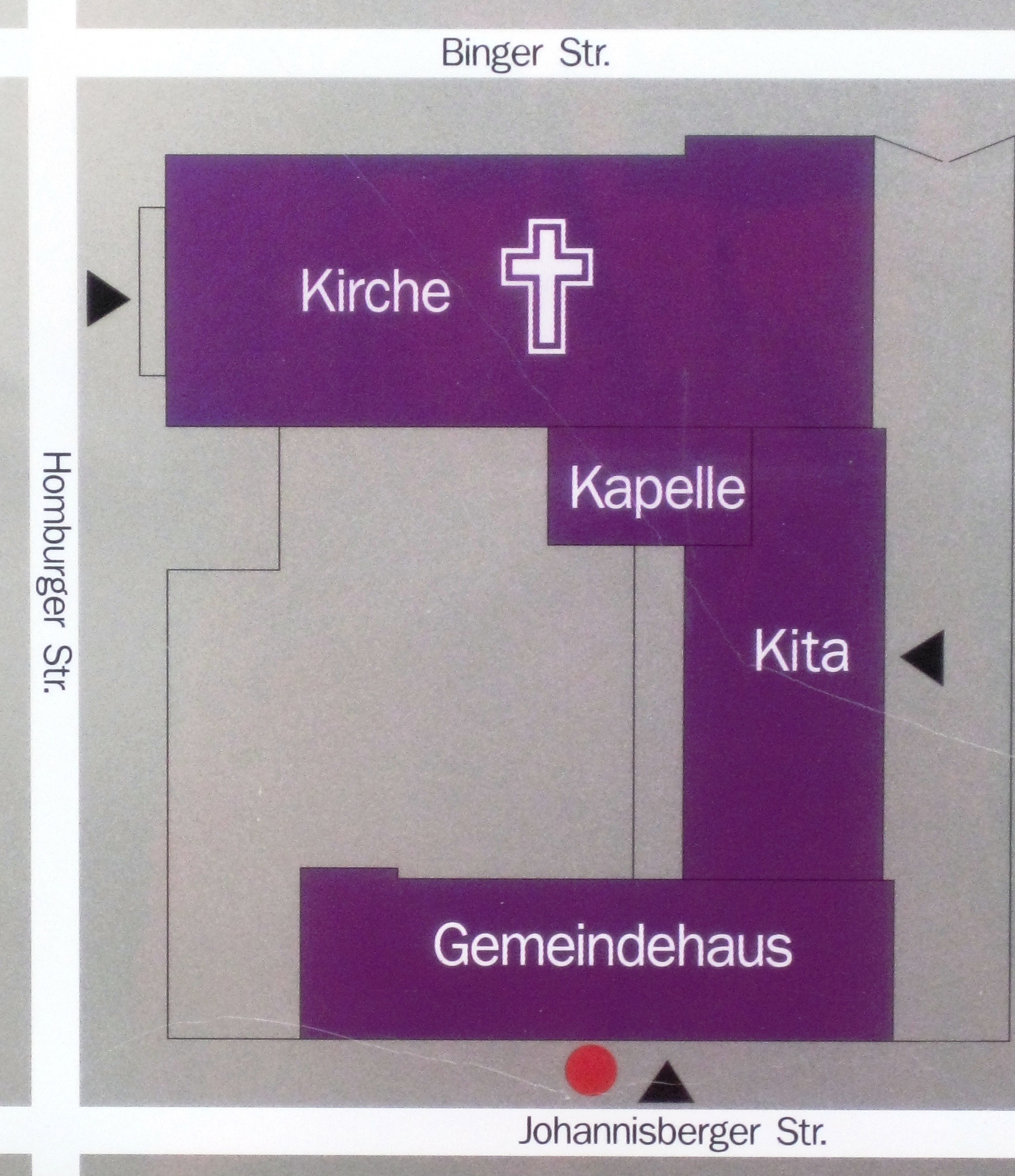
Grundriss des Gebäudeensembles

Im Juni 1942 wurden alle vier Glocken für Kriegszwecke beschlagnahmt. In der Nacht auf den 2. März 1943 zerstörten Bomben den größten Teil der Kirche und der übrigen Gebäudeteile. Nur der Turm mit seinen starken Mauern hielt stand, die Uhr blieb stehen. Die Gemeindesäle waren bis auf die Grundmauern niedergebrannt. Vom Gemeindehaus an der Johannisberger Straße waren nur einige Räume im Erdgeschoss erhalten. Nach dem Zweiten Weltkrieg war an den Wiederaufbau der Kirche nicht gleich zu denken. Die Lindenkirche hatte allerdings noch die Räume in dem unbeschädigten Gemeindehaus in der Detmolder Straße. Erst später wurde die Kirche wieder hergerichtet.

## Gebäude
Die Kirche, sie hat Platz für etwa 600 Besucher, ist mit ihren schlichten und gradlinigen Formen als Nachwirkungen der Neuen Sachlichkeit zu betrachten. Sie ist den benachbarten Wohngebäuden angepasst, die bereits vor dem Bau der Kirche entstanden waren. Sie stehen heute ebenfalls unter Denkmalschutz. Der Mauerwerksbau ist hell verputzt. Der Hauptgiebel hat drei niedrige Rundbogenportale. Darüber befindet sich ein Kreuz. Der gesamte Gebäudekomplex besteht aus vier Baukörpern:
- Die mit einem Satteldach bedeckte, einschiffige Langhauskirche mit eingezogenem, rechteckigen Chor an der Binger Straße, innen mit weiß gestrichenen Wänden und Holzbalkendecke, der Chor mit Kassettendecke,
- der im rechten Winkel anschließenden Bau mit dem großen und kleinen Gemeindesaal und der darüberliegenden Kindertagesstätte,
- das Gemeindehaus mit Wohnungen in der Johannesberger Straße parallel zur Kirche sowie
- der im Winkel von Kirche und Saalbau angeordnete Glockenturm.

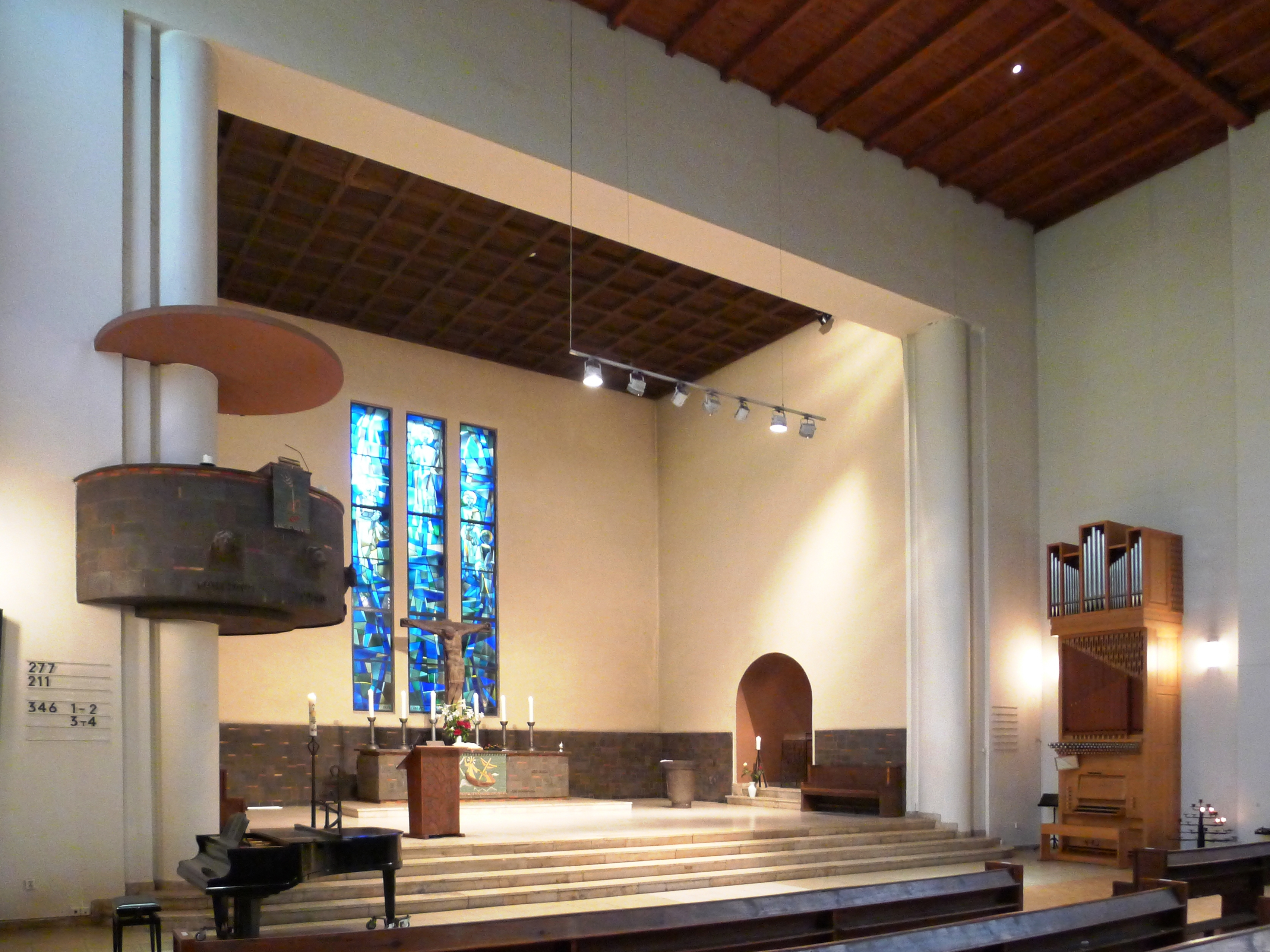
Chor der Lindenkirche mit Chororgel

Zur Homburger Straße, hufeisenförmig von den Baukörpern begrenzt, öffnet sich der Lindengarten, der von der Straße durch eine Mauer abgeschirmt ist. Am Fuß des quadratischen Turms befindet sich die Kapelle, die in den 2000er Jahren völlig neu gestaltet wurde. Sie ist mit dem Kirchenraum durch eine schmiedeeiserne Tür verbunden und wird für Andachten, kleinere Feiern und Konzerte benutzt. Im September 1992 wurde in der Kapelle eine italienische Orgel des belgischen Orgelbaumeisters Patrick Collon eingeweiht.
Trotz der Zerstörungen im Zweiten Weltkrieg ist der wiederhergestellte Innenraum gegenüber dem ursprünglichen Zustand nur wenig verändert. Die Altarwand aus Keramik, sowie Kanzel und Taufbecken aus dem gleichen Material, geschaffen von Felix Kupsch, blieben unbeschädigt, ebenso das von Ernst Gorsemann stammende hohe Kruzifix.
Der kleine Gemeindesaal sowie die Wohnungen und Gemeinderäume im ersten und zweiten Geschoss wurden wieder aufgebaut, ebenso das Gemeindehaus mit Schwesternstation und Wohnungen. Das große Glasgemälde hinter der Altarwand wurde nach einem Entwurf von Adolf Dahle im Jahr 1953 hergestellt. Die anderen zwischen 1958 und 1960 hergestellten Fenster stammen von Herrmann Kirchberger. Der große Gemeindesaal mit Kindertagesstätte und Jugendräumen wurden anschließend errichtet. 1962 war die Wiederaufbauarbeit mit dem Neubau von zwei Pfarrhäusern abgeschlossen.

### Glocken
Überdauert hatte die beiden Weltkriege eine Glocke aus dem 16. Jahrhundert von unbekanntem Gießer. Nach dem Verlust der anderen Glocken während der Zeit des Nationalsozialismus goss die renommierte Glockengießerei Otto aus Hemelingen/Bremen vier neue Bronzeglocken, die in einem d-Moll-Septimenakkord erklingen.
| Schlagton | Gussjahr | Gießer, Gussort    | Masse (kg) | Durchmesser (mm) | Inschrift                                        |
| --------- | -------- | ------------------ | ---------- | ---------------- | ------------------------------------------------ |
| d′        | 1957     | Franz Otto, Bremen | 1357       | 1382             | + Lindenkirche Weihnachten 1957 WUNDERBAR, RAT + |
| f′        | 1957     | Franz Otto, Bremen | 0926       | 1162             | + Lindenkirche Weihnachten 1957 GOTT-HELD +      |
| g′        | 16. Jh.  | unbekannt          | 0780       | 1070             |                                                  |
| a′        | 1957     | Franz Otto, Bremen | 0506       | 0922             | Lindenkirche Weihnachten 1957 EWIG-VATER +       |
| c″        | 1957     | Franz Otto, Bremen | 0312       | 0775             | Lindenkirche 1957 FRIEDE-FÜRST +                 |

### Orgel

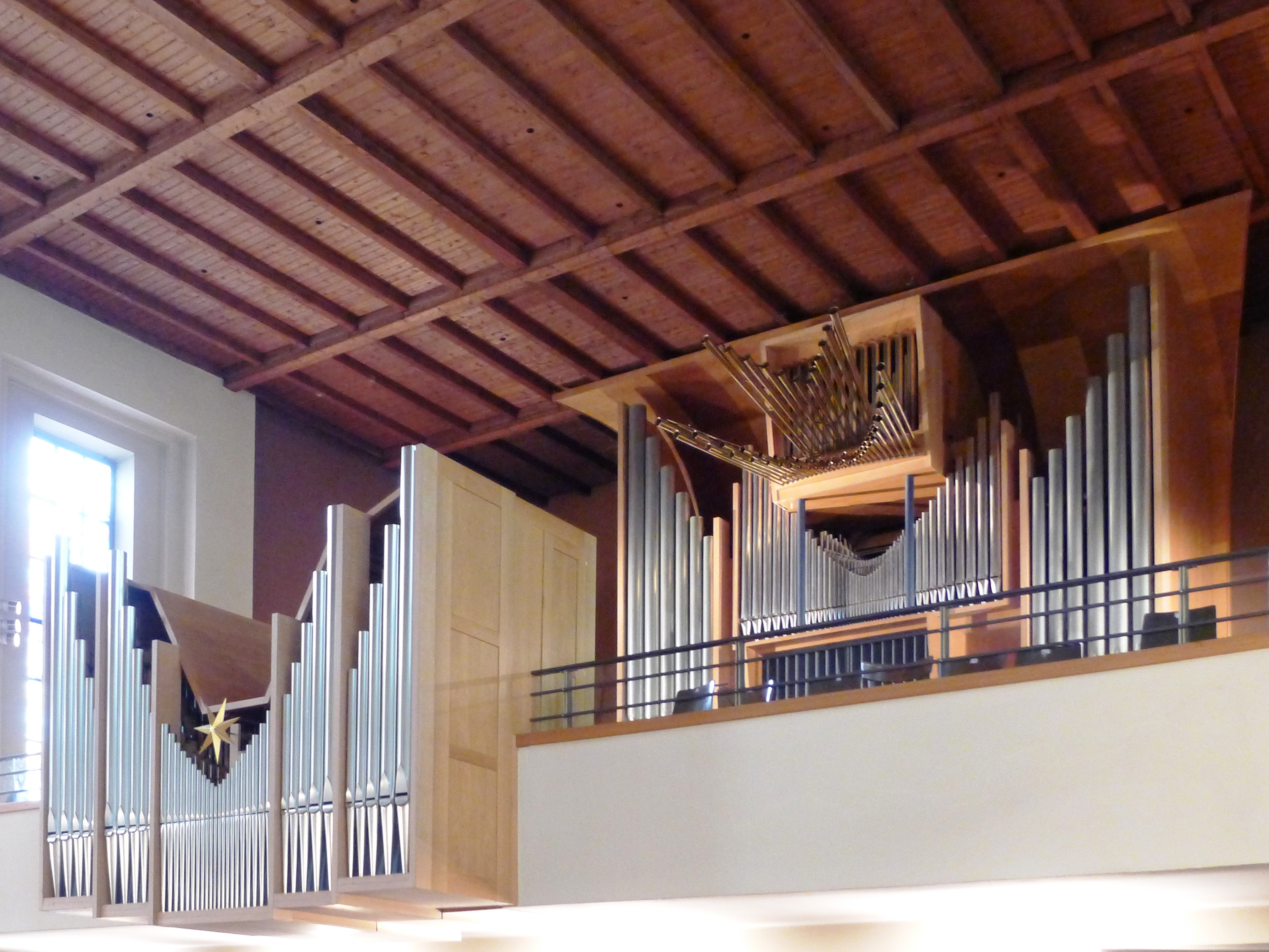
Die Bosch-Orgel (2013)

Nachdem die ursprüngliche Steinmeyer-Orgel von 1936 nach der Auslagerung 1943 durch Diebstahl und Vandalismus verloren ging, wurde unter der Fachberatung von Helmut Bornefeld eine neue Orgel auf der Empore mit 50 Registern geplant. Sie wurde von Werner Bosch Orgelbau aus finanziellen Gründen zunächst nur mit 36 Registern verwirklicht. Im September 1965 konnte die neue Orgel, die den Mittelpunkt für die Kirchenmusik bildet, eingeweiht werden.
In den Jahren 1970, 1980 und 1988 wurde das Instrument durch die Erbauerfirma erweitert. 1993 wurde die Orgelanlage durch die Firma Bosch vollendet. Der Einbau eines Fernwerks, einer Chororgel, des Rückpositivs (mit eigenem Spieltisch) und der Neubau des fünfmanualigen Zentralspieltisches machen diese Orgel zu einer der größten Orgeln in Berlin. Kirchenmusikalische Höhepunkte machten die Lindenkirche weit über die Gemeindegrenzen hinaus bekannt. Die Disposition des Instruments lautet wie folgt:
| I Positiv C–g3 |                 |     |
| 01.            | Principal       | 08′ |
| 02.            | Holzprincipal** | 08′ |
| 03.            | Traversflöte    | 08′ |
| 04.            | Copel           | 08′ |
| 05.            | Quintade        | 08′ |
| 06.            | Voce Umana      | 08′ |
| 07.            | Octave          | 04′ |
| 08.            | Engl. Nachthorn | 04′ |
| 09.            | Gamba           | 04′ |
| 10.            | Octave          | 02′ |
| 11.            | Salicet         | 02′ |
| 12.            | Hörnlein III    |     |
| 13.            | Scharff IV      |     |
| 14.            | Musette         | 16′ |
| 15.            | Krummhorn       | 08′ |
| 16.            | Messingschalmei | 04′ |
|                | Tremulant       |     |

| II Hauptwerk C–g3 |                     |        |
| 17.               | Quintade            | 16′    |
| 18.               | Principal           | 08′    |
| 19.               | Gemshorn            | 08′    |
| 20.               | Octave              | 04′    |
| 21.               | Spillpfeife         | 04′    |
| 22.               | Quinte              | 02 ⁄3′ |
| 23.               | Ital. Prinzipal     | 02′    |
| 24.               | Cornett V           | 08′    |
| 25.               | Großsesquialter III |        |
| 26.               | Großmixtur IV       |        |
| 27.               | Kleinmixtur IV      |        |
| 28.               | Span. Trompete      | 16′    |
| 29.               | Span. Trompete      | 08′    |
| 30.               | Trompete            | 08′    |
|                   | Tremulant           |        |

| III Schwell-Oberwerk C–g3 |                  |        |
| 31.                       | Bordun           | 16′    |
| 32.                       | Holzprincipal    | 08′    |
| 33.                       | Rohrpommer*      | 08′    |
| 34.                       | Salicional       | 08′    |
| 35.                       | Voix céleste     | 08′    |
| 36.                       | Octave*          | 04′    |
| 37.                       | Ital. Prinzipal* | 04′    |
| 38.                       | Spitzflöte       | 04′    |
| 39.                       | Blockflöte*      | 02′    |
| 40.                       | Sesquialter II*  | 02 ⁄3′ |
| 41.                       | Sextan II*       |        |
| 42.                       | Mixtur IV–VI*    |        |
| 43.                       | Oktavzimbel III* |        |
| 44.                       | Trompette harm.  | 08′    |
| 45.                       | Hautbois*        | 08′    |
| 46.                       | Trompette*       | 04′    |
|                           | Tremulant        |        |

| IV Brustwerk C–g3 (schwellbar) |              |         |
| 47.                            | Gedackt      | 08′     |
| 48.                            | Rohrflöte    | 04′     |
| 49.                            | Rohrnasat    | 02 ⁄3′  |
| 50.                            | Principal    | 02′     |
| 51.                            | Terz         | 01 3⁄5′ |
| 52.                            | Gemsquinte   | 01 ⁄3′  |
| 53.                            | Nachthorn    | 01′     |
| 54.                            | Zimbel IV    |         |
| 55.                            | Sordun       | 16′     |
| 56.                            | Vox humana   | 08′     |
|                                | Tremulant    |         |
|                                | Glockenspiel |         |
|                                | Zimbelstern  |         |
|                                | Vogelgesang  |         |

| V. Chorwerk C–g3 |                            |     |
|                  | Chororgel C–f3             |     |
| 76.              | Gedackt                    | 08′ |
| 77.              | Principal                  | 04′ |
| 78.              | Gedacktflöte               | 04′ |
| 79.              | Offenflöte                 | 02′ |
| 80.              | Mixtur III                 |     |
| 81.              | Regal                      | 16′ |
| 82.              | Regal                      | 08′ |
|                  | Tremulant                  |     |
|                  | Fernwerk C–g4 (schwellbar) |     |
| 83.              | Grobgedackt                | 16′ |
| 84.              | Labialoboe                 | 08′ |
| 85.              | Viola di Gamba             | 08′ |
| 86.              | Unda maris                 | 08′ |
| 87.              | Spitzgedackt               | 04′ |
|                  | Span. Trompeten            |     |
| 88.              | Span. Trp. (Nr. 28)        | 16′ |
| 89.              | Span. Trp. (Nr. 29)        | 08′ |

| Pedal C–f1 |           |         |
| 57.        | Principal | 16′     |
| 58.        | Flötbass  | 16′     |
| 59.        | Untersatz | 16′     |
| 60.        | Quintbass | 10 2⁄3′ |
| 61.        | Octave    | 08′     |
| 62.        | Gedackt   | 08′     |

| (Fortsetzung) |                |     |
| 63.           | Choralbass     | 04′ |
| 64.           | Flöte          | 04′ |
| 65.           | Flageolett     | 02′ |
| 66.           | Glöckleinton   | 01′ |
| 67.           | Basszink IV    |     |
| 68.           | Hintersatz III |     |

| (Fortsetzung) |                     |     |
| 69.           | Bombarde            | 32′ |
| 70.           | Posaune             | 16′ |
| 71.           | Span. Trp. (Nr. 28) | 16′ |
| 72.           | Trompete            | 08′ |
| 73.           | Span. Trp. (Nr. 29) | 08′ |
| 74.           | Clairon             | 04′ |
| 75.           | Cornettino          | 02′ |
|               | Tremulant           |     |
|               | Glockenspiel        |     |

- Koppeln: Standardkoppeln, Super V, Super IV/P
  - Koppel-Besonderheiten:
    - II/P wirkt nicht auf sp. Trompeten im HW
    - bei V/III oder V/II wird V bei III/II, III/P II/P ebenfalls mitgekoppelt.
    - bei Super V bewirkt V/III (V/II) automatisch SV/III (SV/II)
    - Koppel V/P nicht vorhanden.
- Spielhilfen, Setzeranlage
- Traktur: mechanisch / elektrisch (entfernte Werke, einige Register Oberwerk, sp. Trompeten), Koppel IV/II wahlweise mechanisch/elektrisch
- * elektrische Traktur, keine Tremulantwirkung
- Glockenspiele besitzen eine Klaviermechanik (ohne Dämpfer)
- Weitere Spieltische:
  - Rückpositiv: 1 Manual, einige Register des Positivs registrierbar (mechanische Traktur)
  - Chororgel: 2 Manuale (Labiale / Zungen) sowie Pedal mit eigenständigem Subbass 16′ (nicht vom Zentralspielspieltisch spielbar, mechanische Traktur)
- ** (415 Hz, nur vom separaten Rückpositiv-Spieltisch registrierbar, temperierte Stimmung)